# Orschallite
L'orschallite è un minerale.